# مارك أندرو بيرك
مارك أندرو بيرك (بالإنجليزية: Mark Andrew Burke)‏ هو لاعب إسكواش أسترالي، ولد في 3 سبتمبر 1969.

## وصلات خارجية
- مارك أندرو بيرك على موقع SquashInfo.com (الإنجليزية)